# John William Nicholson
John William Nicholson, FRS (* 1. November 1881 in Darlington; † 3. Oktober 1955 in Oxford) war ein britischer Mathematiker und Physiker.
Nicholson studierte an der Middlesbrough High School und an der University of Manchester. 1904 absolvierte er die Tripos-Prüfungen an der Universität Cambridge, an der er mehrere Auszeichnungen erhielt (Isaac Newton Scholar Prize 1906, Smith Prize 1907, Adams Prize 1913 und 1917). Er war Lecturer am Cavendish Laboratory in Cambridge und danach an der Queen’s University in Belfast. 1912 wurde er Mathematikprofessor am King’s College London. 1921 bis zum Ruhestand 1930 war er Fellow und Director of Studies am Balliol College in Oxford.
1911 schlug er – unabhängig von Ernest Rutherford und anderen – einen dem Planetensystem ähnliches Modell des Atoms vor, mit dem Atomkern im Zentrum. Sein Modell hatte aber auch noch Elemente des Atommodells von J. J. Thomson, bei dem die positive Ladung über das Atom verteilt war und die Elektronen darin verteilt. Die Atome wurden unabhängig von der Zahl und Gesamtladung ihrer Elektronen von der positiven Ladung im Kern bestimmt (insofern nahm er auch die Ordnung des Periodensystems nach der Kernladung statt nach Atomgewicht vorweg). Das Wasserstoffatom war seiner Ansicht nach nicht stabil und würde kollabieren und das kleinste Atom bestände aus zwei Elektronen um den Kern. Bei den stabilen Atomen würden zwei oder mehr Elektronen sich durch Abstoßung in Schach halten und äquidistant verteilt sein (zum Beispiel zwei Elektronen in einem Ring). Nach ihm gab es außerdem eine Reihe von vier Proto-Atomen bzw. Proto-Elementen, aus denen sich die Elemente auf der Erde gebildet hatten und die nur im Weltall in stellaren Nebeln und um Sterne herum. Die Proto-Elemente wurden von ihm „Wasserstoff“ (aber mit Kernladung 3, Atomgewicht 1,008), Coronium (Ladung 2, Atomgewicht 0,51282), Protofluorinum (Ladung 5, Atomgewicht 2,361) und Nebulium (Ladung 4, Atomgewicht 1,6281) genannt. In Nebulium kreisten zum Beispiel vier Elektronen um den Kern. Damit versuchte er die Atomgewichte der Elemente und Spektren von galaktischer Nebeln zu erklären.
Ira Sprague Bowen gelang es 1927 die beobachteten Spektrallinien des Nebuliums dem verbotenen Übergang des zweifach ionisierten Sauerstoff zuzuordnen. Beim Coronium handelt es sich um die grüne Emissionslinie des 13-fach positiv geladenen Fe13+-Ions, [Fe XIV] bei 530,3 nm.
Nach Eric Scerri war er der Erste, der die Quantisierung des Drehimpulses (in Einheiten der reduzierten Planck-Konstante) vorschlug, in diesem Fall von Elektronen in Atomen. Das beeinflusste wahrscheinlich auch Niels Bohr in der Entwicklung seines eigenen Modells. Bohr betrachtete die Theorie von Nicholson einerseits als ziemlich verrückt, benutzte sie aber auch als ein Modell, von dem er sich mit seiner eigenen Theorie absetzte.
Nicholson wurde 1917 Fellow der Royal Society Außerdem war er Fellow der Royal Astronomical Society, Vizepräsident der London Physical Society und Präsident der Röntgen Society.